# سماوه
سماوه (به عربی: السماوة) مرکز استان مثنی از شهرهای جنوب عراق بر کنار رود فرات با فاصله ۲۸۰ کیلومتری جنوب غربی بغداد است. سماوه در سال ۲۰۰۵ جمعیت بالغ بر ۲۵۰ هزار نفر داشت.
اطراف این شهر را نخل‌های فراوانی پوشانده‌است که نمود آن در فرهنگ و موسیقی عراقی با عنوان نخل السماوة بارز است.سماوه از شهرهای عربِ شافعی‌نشین عراق می‌باشد که در جنوب آن شهر ناصریه و در شمال آن شهر دیوانیه قرار دارند.